# LIVE笑ME!!
『LIVE笑ME!!』（ライブしょうミー）は、日本テレビで放送されていたお笑い番組。1989年11月10日開始、1990年9月28日終了。
放送時間は、毎週金曜日16:00 - 17:00。

## 概要
いわゆる「お笑い第三世代」の芸人たちが活躍した番組で、「次のバラエティー界を担う新人たちの発展・育成」を目的としたとされるお笑いバトルライブ番組。
司会は高田純次と山瀬まみ。本番組のオープニングは「ジュンジ～タカダ～アーンド、マミ～ヤマセ～プレゼンツ、ラァイブショーミー！」というコールでスタートしていた。
前期の内容は、毎週5組の芸人が登場してネタを披露、約150人の観客の投票によってその週の1位と敢闘賞を決定していた。1位には3ポイント、2位に2ポイント、3位に1ポイントを贈与、結果発表の際には出場芸人たちは白いサッカーボールと同等の大きさの電球を持ち、ポイント獲得者はその電球が光るという演出であった。そして合計10ポイントを獲得するとチャンピオンとなり、自分をメインとしたスペシャル番組の放映権が贈られ、そのスペシャル番組は当時日本テレビの土曜日深夜1時台で放送されていた単発番組枠『60分放し飼い』の中で放送された（後述）。
観客の投票の集計中は企画やコーナーの時間となり、司会の2人とゲストとのトークや、当時における昨今のお笑い事情を紹介するなどしていた。
1990年4月に、Z-BEAMが10ポイントを獲得してチャンピオンになったタイミングで内容をリニューアル、SET隊、爆笑問題、テンション、ホンジャマカ、Z-BEAMのそれまでのチャンピオン5組がレギュラーに昇格、この時点で8ポイントだったデンジャラスの他、それまで10ポイントに届いていなかった芸人たちは、それまでの獲得ポイントによって1軍・2軍・3軍に振り分けられ、「2軍対3軍」「1軍対2軍」という1対1の対戦形式のネタバトルとなり、勝った方にポイント追加、負けた方はポイントを減らされるというルールに変更された。

## 出場者一覧
（）

### 歴代チャンピオン
- SET隊
- 爆笑問題
- テンション
- ホンジャマカ
- Z-BEAM

### その他出場者
- バカルディ（現・さまぁ〜ず）
- 東風（やまだひさし、藤岡太郎）
- TEAM-0
- デンジャラス
- キリングセンス
- モロ師岡
- 鮫島伸一
- 広川ひかる
- ARARA
- シューティング（鞭馬文典、河野靖）
- MEN-Z-KAN（是永克也、ケンキ）
- 佐伯怜子
- 友野英俊
- キッドカット（岡田昇、奥山）
- さくら組
- ハーレム野郎（マグナム北斗、正木竜三）
- まじかるず
- エンジェル
- くろまによんチェン
- 神奈月聡（現・神奈月）
- A47オールマイティ（B21スペシャルの弟分を自称していたグループ）

- 浅草キッド
- サザンクロス
- 小脇健次
- BRAN$（ブランドル）
- 福原くん
- 49'S（フォーティーナイナーズ）
- ビッグブラザーズ
- ハラホロシャングリラ
- 柏木みどり
- ちゃっかりん
- YOKOHAMA
- パールピアス
- 相馬ひろみ（現・藤本芝裕）
- ジョージボーイズ
- メキシコ台風
- コロンボ
- 今田・東野（今田耕司、東野幸治）
- 130R（板尾創路、蔵野孝洋）
- オールディーズ（木村祐一、栩野進）
- BANG BANG

## 主なコーナー
- もうすぐ笑ME
（これから注目したいというお笑いタレントを紹介[4]）
- お笑いまみの穴
- 爆笑問題の爆笑じゃあなる
- モロ師岡のどうこうするつもりはないがっ
- ホンジャマカの第四世代青田買い

## ゲスト
（）
- 萬田久子 （1989年11月10日・1990年1月19日）
- 斉藤慶子 （1989年11月17日）
- 東ちづる （1989年11月24日）
- 汀夏子 （1989年12月15日）
- 西村知美 （1990年1月26日）
- 田中美奈子 （1990年2月9日）
- 杉本彩 （1990年2月16日）
- 西田ひかる （1990年3月2日）
- 立花理佐 （1990年4月20日）
- 清水アキラ （1990年5月18日）

- そのまんま東 （1990年5月25日）
- 相原勇 （1990年6月8日）
- 渡辺正行 （1990年6月15日）
- 京本政樹 （1990年6月22日）
- 桑野信義 （1990年7月13日）
- 森尾由美 （1990年8月10日）
- ダウンタウン （1990年8月24日）
- 伊東四朗 （1990年9月7日）
- ラサール石井 （1990年9月21日）

## 歴代チャンピオンのスペシャル番組
※いずれも当時土曜日深夜1時台で放送されていた単発番組枠『60分放し飼い』の中で放送された。
| 放送日                          | タイトル                           | メイン出演者 | その他の出演者                                      | 備考                          |
| ------------------------------- | ---------------------------------- | ------------ | --------------------------------------------------- | ----------------------------- |
| 1989年12月17日 （12月16日深夜） | あっ!                              | SET隊        | 芳本美代子                                          | ドラマ仕立てで 構成した作品。 |
| 1990年3月4日 （3月3日深夜）     | 爆笑問題スペシャル 黒い電波        | 爆笑問題     | 高田純次、山瀬まみ、片岡鶴太郎、 デーブ・スペクター |                               |
| 1990年4月15日 （4月14日深夜）   | テンションスペシャル・ NTVジャパン | テンション   | 高田純次、山瀬まみ、久本雅美                        |                               |
| 1990年5月27日 （5月26日深夜）   | 爆笑連発ホンジャマカTV             | ホンジャマカ |                                                     |                               |
| 1990年7月29日 （7月28日深夜）   | Z-BEAM TVライブVOL.1               | Z-BEAM       | 高田純次                                            |                               |

## 備考
- 渋谷直角が本番組の熱心な視聴者の一人であり、毎回の内容や結果などをメモしていた。本番組にまつわる思い出話などを自著『世界の夜は僕のもの』（扶桑社、2021年9月29日刊）に綴っている。
- 1990年2月から4月にかけて、当時の本番組の裏番組のうちTBS『大岡越前』の再放送を狙い打ちしていじったような文がテレビ欄の本番組の箇所に載っていた。
  - 1990年2月23日：「大岡越前よりスゴい・純次・山瀬のお笑い裁き」
  - 1990年3月2日：「越前失禁・お笑い選挙与野党逆転」

（当日TBSのこの時間では『男子バレーボール・日本電気対富士フイルム戦』中継のため大岡越前の放送は休止。当日の放送直前の1990年2月18日には第39回衆議院議員総選挙が執り行なわれている）
  - 1990年3月9日：「越前逃亡・ギャグもスベるお笑い銀盤の妖精達」

（当日TBSのこの時間では『1990年世界フィギュアスケート選手権・男子・ペア』中継のため大岡越前の放送は休止）
  - 1990年3月23日：「衝撃・越前を見たい姑を屋根裏に監禁した鬼嫁」
  - 1990年4月13日：「ウフッ、越前の留守に笑MEしたいけない私…」

（当日TBSのこの時間では『バレーボール男子世界選手権・チャレンジカップ’90 日本対イラク戦』中継のため大岡越前の放送は休止）